# Mouvement alternatif pour les libertés individuelles
Le Mouvement alternatif pour les libertés individuelles (MALI) (en arabe : الحركة البديلة من أجل الحريات الفردية), est un mouvement féministe, universaliste et laïque marocain, fondé en 2009 par Ibtissame Lachgar et Zineb El Rhazoui, afin de lutter pour les libertés individuelles au Royaume du Maroc, au sens large. 
Ce collectif marocain de jeunes activistes, défend la liberté de conscience, de culte, d'orientation sexuelle, la dépénalisation des relations sexuelles hors mariage et de l'avortement, et plus généralement l’instauration d’un État laïque au Maroc..
Le collectif réclame notamment l'abrogation de l'article 222 du Code pénal marocain qui punit d'un à six mois d'emprisonnement et d'une amende de 200 à 500 dirhams quiconque « notoirement connu pour son appartenance à la religion musulmane, rompt ostensiblement le jeûne dans un lieu public pendant le temps du ramadan, sans motif admis par cette religion »,.

## Affaire des dé-jeûneurs
Le groupe s'est également illustré dans l'affaire des dé-jeûneurs du Ramadan, en organisant un pique-nique  pendant la période de jeûne musulman qui dure un mois.
Sur cette affaire, l'un des fondateurs du Groupe s'exprime ainsi :

« Ce groupe n'appelle pas au non-jeûne du Ramadan mais défend les dé-jeûneurs comme faisant partie de la société marocaine ayant le droit d'exercer leur liberté de ne pas observer le jeûne. Pourquoi oblige-t-on le dé-jeûneur à se cacher ? Nous voulons sortir de l'hypocrisie sociale dans laquelle nous vivons. »

En effet, MALI déclare que la loi, d'une part, n'est pas inspirée de la religion musulmane, puisque celle-ci prévoit des moyens pour expier un éventuel manquement à l'obligation de jeûner.